# Klanxbüll
Klanxbüll (dänisch: Klangsbøl, nordfriesisch: Klangsbel) ist eine Gemeinde im Kreis Nordfriesland in Schleswig-Holstein.

## Geographie

### Geographische Lage
Das Gemeindegebiet von Klanxbüll erstreckt sich im Nordwesten des Naturraums Nordfriesische Marsch im Hinterland des Küstenverlaufs am Nordfriesischen Wattenmeer. Durch die Zuordnung der Marschbahntrasse westlich des Orts bis hin zum Hindenburgdamm, erstreckt es sich bis in den Wattenmeerbereich hinein.

### Gemeindegliederung
Neben dem namengebenden Dorf befinden sich auch die Einzelhofsiedlungen Anettenhof, Bombüllhof (vormalig), Nordhörn (dänisch Nørrehjørne) und Petersmark, sowie die Häusergruppen Bombüll (dän. Bombøl, nordfriesisch Buumel) und Burg (dän. Borg), außerdem auch die Streusiedlungen Dreieckskoog (dän. Trekantskog, nordfr. Träikantskuuch), Osterklanxbüll (dän. Øster Klangsbøl, nordfr. Oaster Klangsbel), Spangweg (dän. Spangvej), Westerklanxbüll (dän. Vester Klangsbøl, nordfr. Weester Klangsbel), Wiedingharder-Neuer-Koog (anteilig) und Wisch (dän. Visk) im Gemeindegebiet.

### Nachbargemeinden
An Klanxbüll grenzen die folgenden Gemeindegebiete:
|                              | Rodenäs                                     |            |
| Friedrich-Wilhelm-Lübke-Koog | Kompassrose, die auf Nachbargemeinden zeigt | Neukirchen |
|                              | Emmelsbüll-Horsbüll                         |            |

## Geschichte
Die Geschichte des Dorfes ist eng mit dem Deichbau in der Region Wiedingharde verbunden. Erstmals erwähnt wird Klanxbüll im Jahre 1231 mit einem Eintrag im Waldemar-Erdbuch. Hierin wird Klanxbüll als Teil der Horsbüllharde (dänisch Horsœbyherred) (zu späteren Zeiten Wiedingharde) aufgeführt.
Um das Jahr 1240 wurde mit dem Bau einer Kirche begonnen. Das Gebäude, welches heute unter Denkmalschutz steht, ist die einzige reetgedeckte Kirche auf dem nordfriesischen Festland. Ihre Kanzel stammt aus dem bei der Zweiten Großen Mandränke 1634 untergegangenen Strander Kirchspiel Volgsbüll.
Auf Bombüllhof soll der berühmte Seeräuber Klaus Störtebeker der Sage nach ein Versteck gehabt haben, von dem aus angeblich ein Geheimgang durch den Deich hindurch zum Meer führte. Die Hofgeschichte geht allerdings nur bis in die Zeit um das Jahr 1550 zurück. Im August 2010 wurde das Hofgebäude durch ein Feuer zerstört. Lediglich die Warft, auf der das Haus stand, ist erhalten geblieben.
Um das Jahr 1400 herum wurde die Wiedingharde nach einer Sturmflut vom übrigen Festland getrennt und befand sich nunmehr auf einer Insel, die 1436 durch den Goldener Ring genannten Deich gesichert wurde. 1566 wurden neue Dämme und Deiche errichtet. Ein neuer Koog, der Gotteskoog, entstand und verband Klanxbüll und die nähere Umgebung wieder mit dem Festland. Da noch keine effektive Entwässerung existierte und es keine befestigten Wege gab, blieb der Gotteskoogsee jedoch auf Jahre Hauptverkehrsweg, ehe er im 20. Jahrhundert durch Trockenlegung fast gänzlich verschwand. Um 1700 führten Missstände und Kriege dazu, dass die Wiedingharde und somit auch das Dorf fast aufgegeben worden wäre, doch das 18. Jahrhundert brachte Aufschwung. Reiche Bauernstellen entstanden, deren stattliche Höfe wie z. B. der Charlottenhof noch heute erhalten sind.
Nach der Volksabstimmung in Schleswig kam dem Ort, auch bedingt durch seine Lage an der neuen Trasse der Marschbahnstrecke mit Errichtung der letzten Bahnstation auf dem Festland, eine gestiegene Bedeutung zuteil. Im Jahr 1927 wurde der Hindenburgdamm eingeweiht, der das nordfriesische Festland per Bahn mit der westlich vorgelagerte Insel Sylt verbindet. Am Bahnhof entstand nachfolgend der heutige Dorfkern um den Bahnhof.
Im Jahr 1967 verlor Klanxbüll nach Gründung einer Dörfergemeinschaftsschule in Emmelsbüll-Horsbüll die eigene Dorfschule.
Der Ortsname Klanxbüll geht vermutlich auf den Personennamen Klenke zurück. Die Endung -büll (bzw. -bøl, -bel) bedeutet im Dänischen und Friesischen etwa Wohnstätte oder Siedlung. Bombüll wurde erstmals 1634 erwähnt und geht vermutlich auf den friesischen Kurnamen Bomme zurück. Spangweg ist erstmals 1731 dokumentiert. Der Name geht auf dän. spang für eine einfache Brücke zurück.

## Politik

### Gemeindevertretung und Bürgermeister
Bei der Kommunalwahl am 14. Mai 2023 wurden insgesamt 11 Sitze vergeben. Von diesen erhielt die AWK neun Sitze und die CDU zwei Sitze. Bürgermeister der Gemeinde ist Sascha Lewi(AWK).

### Wappen
Blasonierung: „Von Rot und Grün durch einen eingebogenen schmalen goldenen Balken erhöht geteilt. Oben eine zunehmende goldene Mondsichel, links und rechts begleitet von je einem goldenen Stern, unten eine silberne Reetdachkirche mit drei schwarzen Fenstern.“

## Kultur und Sehenswürdigkeiten

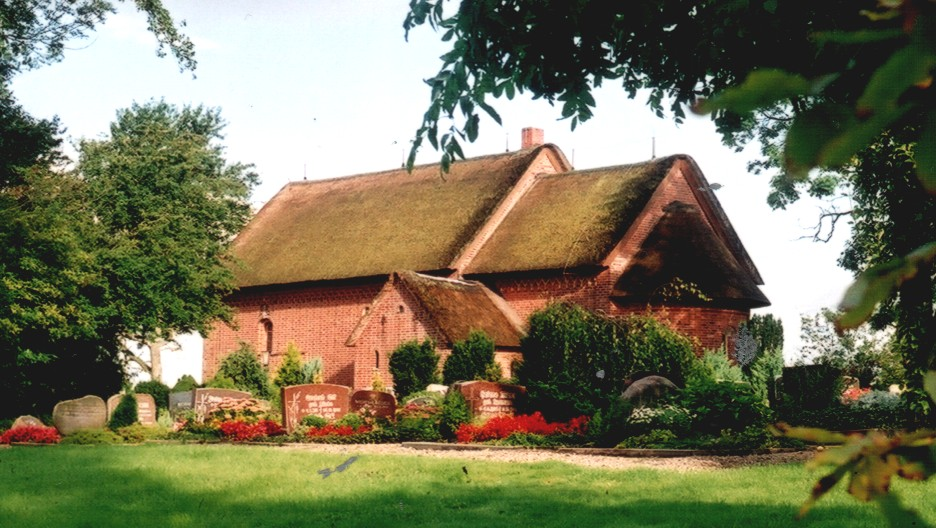
Reetgedeckte Kirche in Klanxbüll

In Klanxbüll befindet sich das Infozentrum Wiedingharde. Es beherbergt eine heimatkundliche Ausstellung zur Wiedingharde.
Der Charlottenhof, ein reetgedeckter Vierseithof, ist ein Kultur- und Tagungshaus der Gemeinde. Der Charlottenhof wurde von der alten Besitzerin an die  Gemeinde Klanxbüll nach ihrem Tod überreicht bzw. geschenkt.
Bedeutsam ist daneben auch die Kirche im Westen der Dorflage an der Straße in Richtung des Friedrich-Wilhelm-Lübke-Koogs. Sie ist eingetragen in der Liste der Kulturdenkmale in Klanxbüll.

## Verkehr

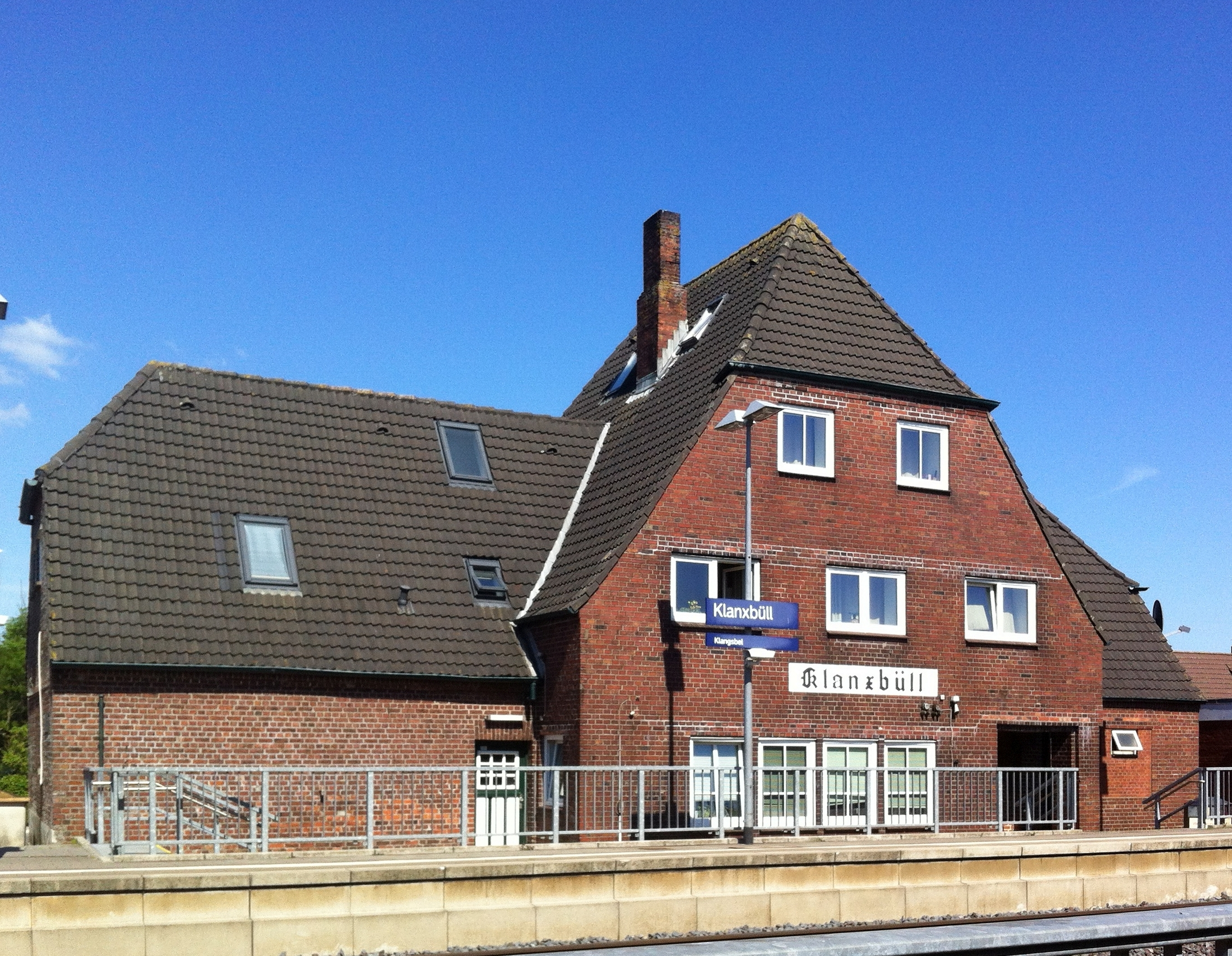
Bahnhof

Die Anbindung von Klanxbüll im Motorisierten Individualverkehr erfolgt überwiegend auf der schleswig-holsteinische Landesstraße 8. Sie zweigt an Deich(s)kopf an der nordöstlichen Ecke des Stadtgebiets von Niebüll in westnordwestlicher Richtung von der Bundesstraße 5 ab und führt direkt bis in die nördliche Dorflage von Klanxbüll.
In Parallellage zur Landesstraße 8 verläuft die Trasse der Marschbahn zur Nordseeinsel Sylt. Auf ihr verbindet die Regionalexpresslinie RE 6 des Nahverkehrsverbunds Schleswig-Holstein den Ort im Schienenpersonennahverkehr auf der Fahrt zwischen Hamburg-Altona und Westerland mit dem weiterführenden Fernverkehr. Zudem hält zeitweise der Intercity 2075 nach Berlin.
Der Bahnhof Klanxbüll ist die letzte Station auf dem nordfriesischen Festland. Im Ort sind direkt am Bahnhof und am Ostrand der Dorflage große Parkplätze für Bahnreisende vorhanden.

## Persönlichkeiten
- Ernst Feddersen (1865–1945), evangelisch-lutherischer Theologe und Pfarrer